# Gostivar (kommun)
Gostivar (makedonska: Гостивар, albanska: Gostivari) är en kommun i Nordmakedonien. Den ligger i den västra delen av landet, 50 km väster om huvudstaden Skopje. Antalet invånare är 83 018.
Följande samhällen finns i Gostivar:
- Gostivar
- Dolna Banjica
- Forino
- Vrutok
- Srbinovo
- Korito
- Strajane
- Železna Reka
- Ḱafa